# Linderoth
Linderoth var en svensk adelsätt med ursprung från Varvs socken och Ingemarstorp i Vallerstads socken, Östergötlands län. 
Per Andersson, född 1596 i Vallerstads socken. Han tjänade först utomlands men blev ryttare vid Östgöta regemente år 1625. Han blev löjtnant år 1627 och ryttmästare år 1631. Andersson blev adlad Linderoth år 1645. Ätten blev därefter introducerad i Sveriges Riddarhus år 1647 under nr 337. 
Per Andersson dog som generalmajor av kavalleriet och krigsråd år 1673. Han är begravd jämte sin fru i Varvs kyrka, varest deras gravsten med bådas uthuggna bilder lades samt hans vapen. 